# Cmentarz katolicki w Bolszewie
Cmentarz katolicki w Bolszewie – otwarty w 1947 cmentarz katolicki, znajdujący się w Bolszewie przy ulicy Głównej.

## Historia
Po przekazaniu w 1946 kościoła w Bolszewie katolikom i rozpoczęciu starań o utworzenie samodzielnej parafii w miejscowości, pojawiła się potrzeba utworzenia miejsca pochówków na potrzeby ludności. Do tej pory mieszkańcy wsi byli grzebani na cmentarzu przy parafii w Górze. Na szczęście już w 1947 Teodor Hewelt przekazał parafii działkę o powierzchni 0,5 ha. W tym samym roku oficjalnie założono cmentarz. Był on rozwijany podczas kadencji kolejnych bolszewskich proboszczów: w latach 80. XX wieku o. Antoni Jędrzejek wybudował obok kościoła kaplicę pogrzebową, natomiast o. Włodzimierz Kłosowski powiększył jego powierzchnię o sąsiednią działkę. W 1994 cmentarz został otoczony murem, a w 2020 dokonano jego inwentaryzacji. Obecnie pochowanych jest na nim kilkaset osób, w tym m.in. księża posługujący dawnej w parafii, więzień obozu KL Buchenwald, samorządowcy oraz działacze społeczni. Cmentarz nie został wpisany do gminnej ewidencji zabytków gminy Wejherowo.